# Neculai Rebenciuc
Neculai Rebenciuc (n. 2 dec. 1959) este un politician român care a ocupat funcția de deputat în legislatura 2008-2012.
.

## Controverse
Pe 21 mai 2014 Neculai Rebenciuc a fost trimis în judecată de Parchetul de pe lângă Înalta Curte de Casație pentru infracțiunea de conflict de interese.